# Cultura del Japó
La cultura del Japó és el resultat d'un procés històric que comença amb les onades immigratòries originàries del continent asiàtic i de les illes del Pacífic, seguit per una forta influència cultural de la Xina. Posteriorment el país viu un llarg període d'aïllament (sakoku), des del shogunat Tokugawa fins al començament de l'era Meiji, a finals del segle xix, on el Japó s'obrí definitivament a la influència occidental. Això ha donat com a resultat una cultura diferent a la resta de cultures asiàtiques, que es tracta als textos nihonjinron.

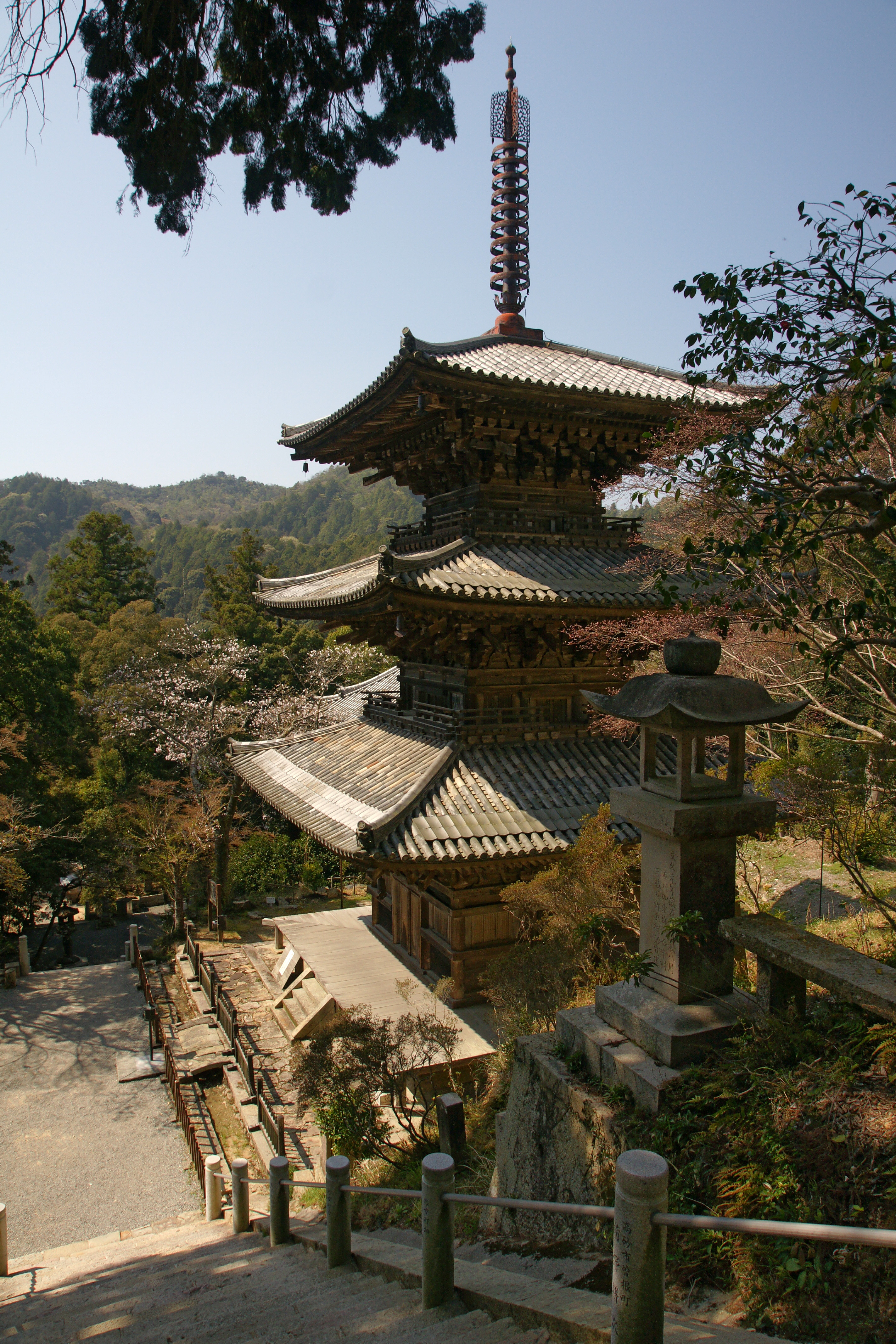
Japó estil Wayo (和様) pagoda
(la pagoda Ichijoji, any de construcció era Heian (1171). Tresor Nacional del Japó)

Un aspecte que ha tingut un paper significant en la cultura japonesa és l'idioma. Al Japó, les interrelacions personals estan molt influenciades per les idees d'"honor", "obligació", i "deure", un conjunt anomenat giri (義理) i que representa un costum diferent al de la cultura individualista i liberal dels països occidentals. També hi ha la noció de nemawashi (根回し), que es refereix a la preparació curosa i seriosa d'un projecte, seguint l'harmonia acceptada i respectada dins de la cultura japonesa.
Per una altra banda, els japoneses posseeixen un sentit de l'humor intrínsec i complicat, que es reflecteix molt en el seu idioma, la cultura, la religió i l'ètica i de vegades és considerat com molt difícil d'interpretar per altres cultures.

## Idioma
Article Principal: Llengües del Japó

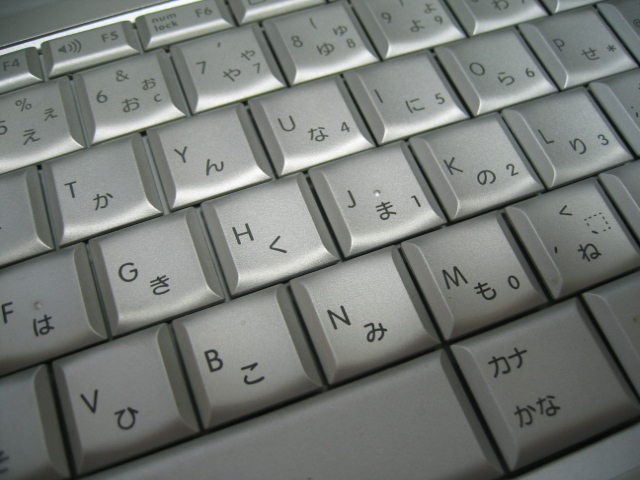
Teclat d'un ordinador amb hiragana i l'alfabet llatí

Un gran percentatge de la població del país (al voltant dels 127 milions de persones) parlen en japonès, i constitueix actualment el novè idioma més parlat del món. Aquest idioma i els seus dialectes locals estan molt relacionats amb les llengües ryukyuenques, parlades a les illes Ryukyu, al sud del país, i que conglomeren les llengües japòniques. Encara existeixen teories que consideren al japonès amb la llengua aïllada o que està connectada amb la família de llengües uraloaltaiques o les Llengües austronèsies del Pacífic.
L'idioma japonès és una llengua aglutinant que posseeix un sistema d'escriptura complexa i es compon amb: els caràcters xinesos, anomenats kanji (漢字) que van ser introduïts en el segle v des de la Xina, i dos sil·labaris: hiragana (平仮名) i katakana (片仮名), creats al Japó en el segle ix. També es fa servir l'Alfabet llatí, però en poques ocasions.
El vocabulari del japonès està basat en paraules autòctones del Japó, wago (和語) i basada en l'idioma xinès, kango (漢語). No obstant el japonès ha tingut préstecs de paraules d'idiomes estrangers, sobretot europeus, anomenats gairaigo (外来語) i provenen de l'anglès (la major part provenen d'aquest idioma), portuguès, francès, Neerlandès, alemany i Rus. També l'idioma japonès ha tingut paraules d'altres idiomes, exemples de termes com sushi, karaoke, samurai, tsunami i kimono són d'origen japonès i usats comunament amb el català.

## Arquitectura

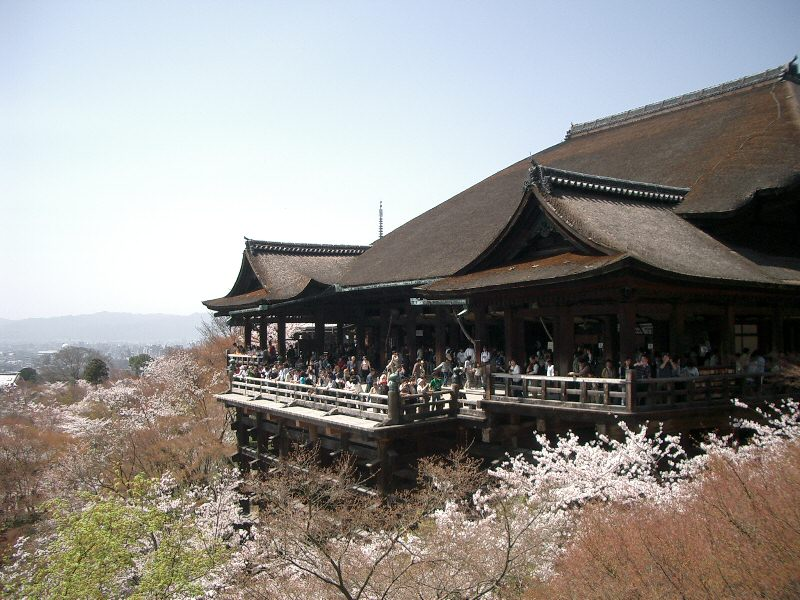
Kiyomizu-dera, Kyoto és Patrimoni de la Humanitat.

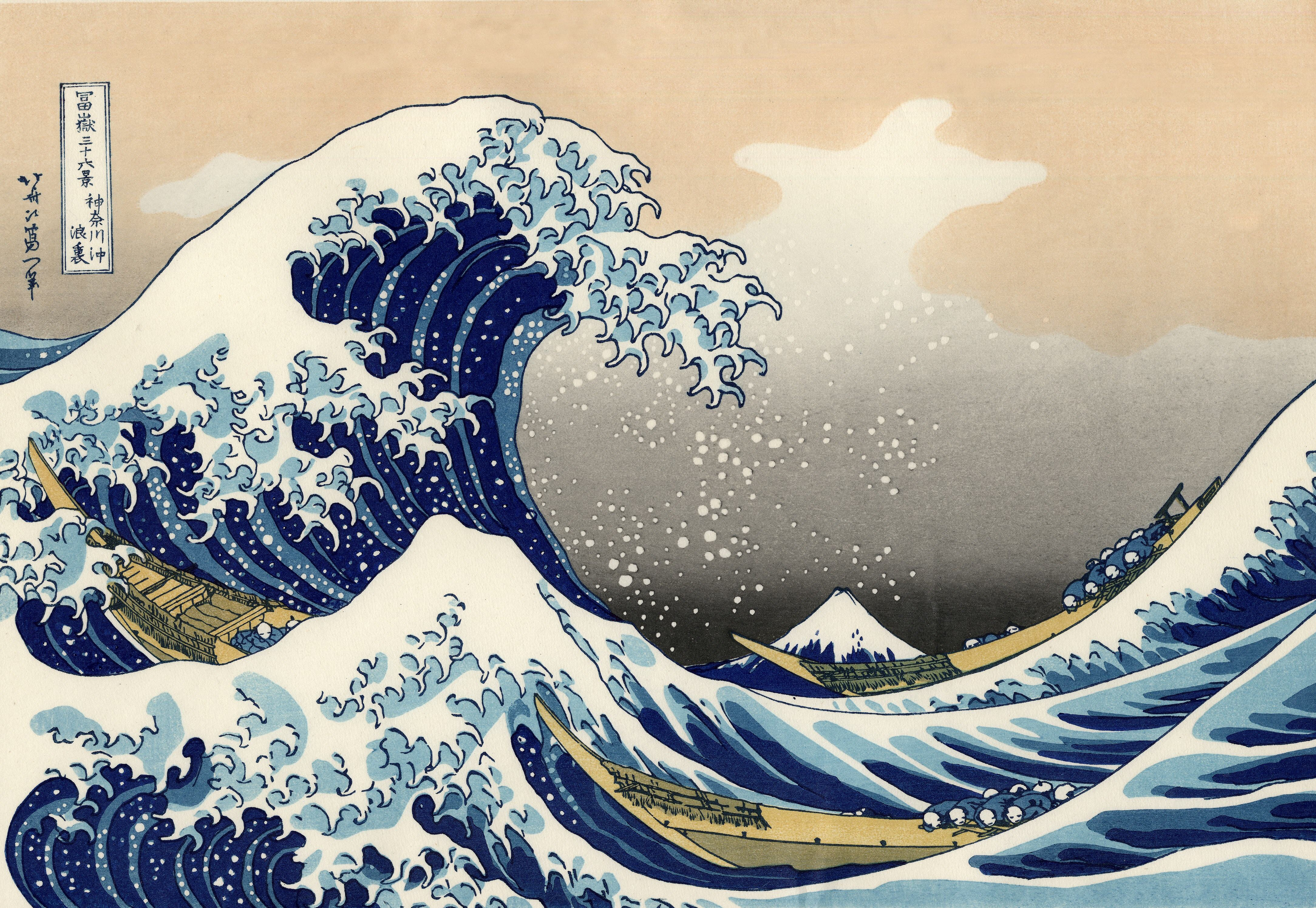
Ukiyoe "La gran onada de Kanagawa". Gravat de fusta fet per (Katsushika Hokusai)

L'arquitectura japonesa originalment ha estat molt influenciada per l'arquitectura xinesa però de mica en mica ha anat desenvolupant moltes diferències i ha anat tenint característiques pròpies de l'arquitectura japonesa. Alguns exemples de l'arquitectura tradicional són: els temples, els castells o els santuaris sintoistes a Tòquio i a Nara. Alguns d'aquests edificis es van construir amb jardins tradicions que van estar influenciats per les idees Zen.
Alguns arquitectes moderns, com Yoshio Taniguchi i Tadao Ando són coneguts per la fusió de l'arquitectura oriental i occidental.

## Art
Té un caràcter religiós i civil alhora, és d'una gran elegància i un notable refinament i concedeix molta importància al buit. L'art japonès evidència la proximitat entre la creació artística i una profunda intuïció filosòfica de la realitat. L'art Japonès va directamente relacionat amb l'arquitectura ja que es la forma en que es representa i caracteritza la cultura.

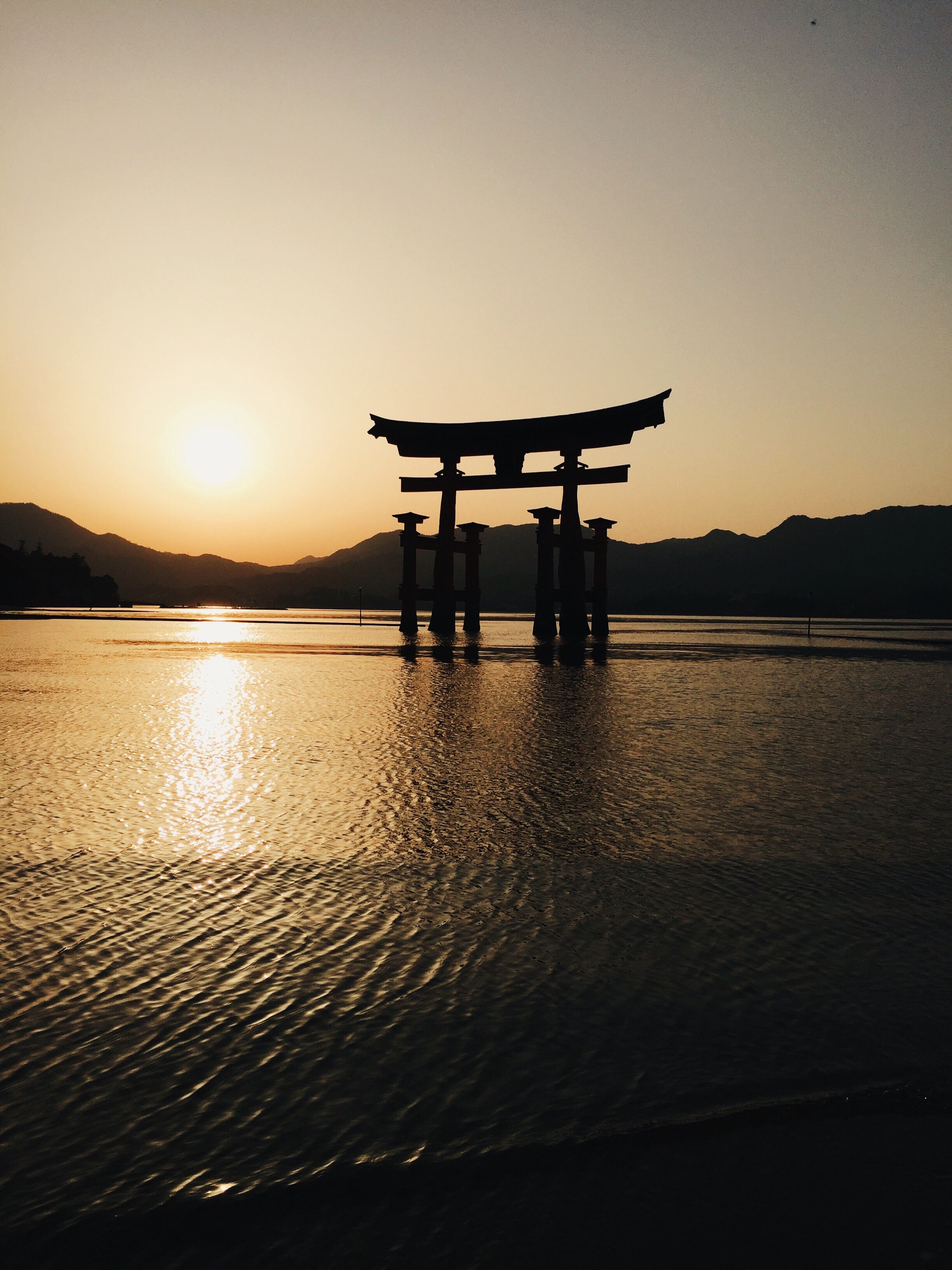
Hatsukaichi, Hiroshima, Japó

Característiques principals de l'art japonès:
- Simplicitat de les seves formes.
- L'element ornamental o decoratiu desapareix.
- La pobresa dels mitjans i de la matèria, el wabi japonès.

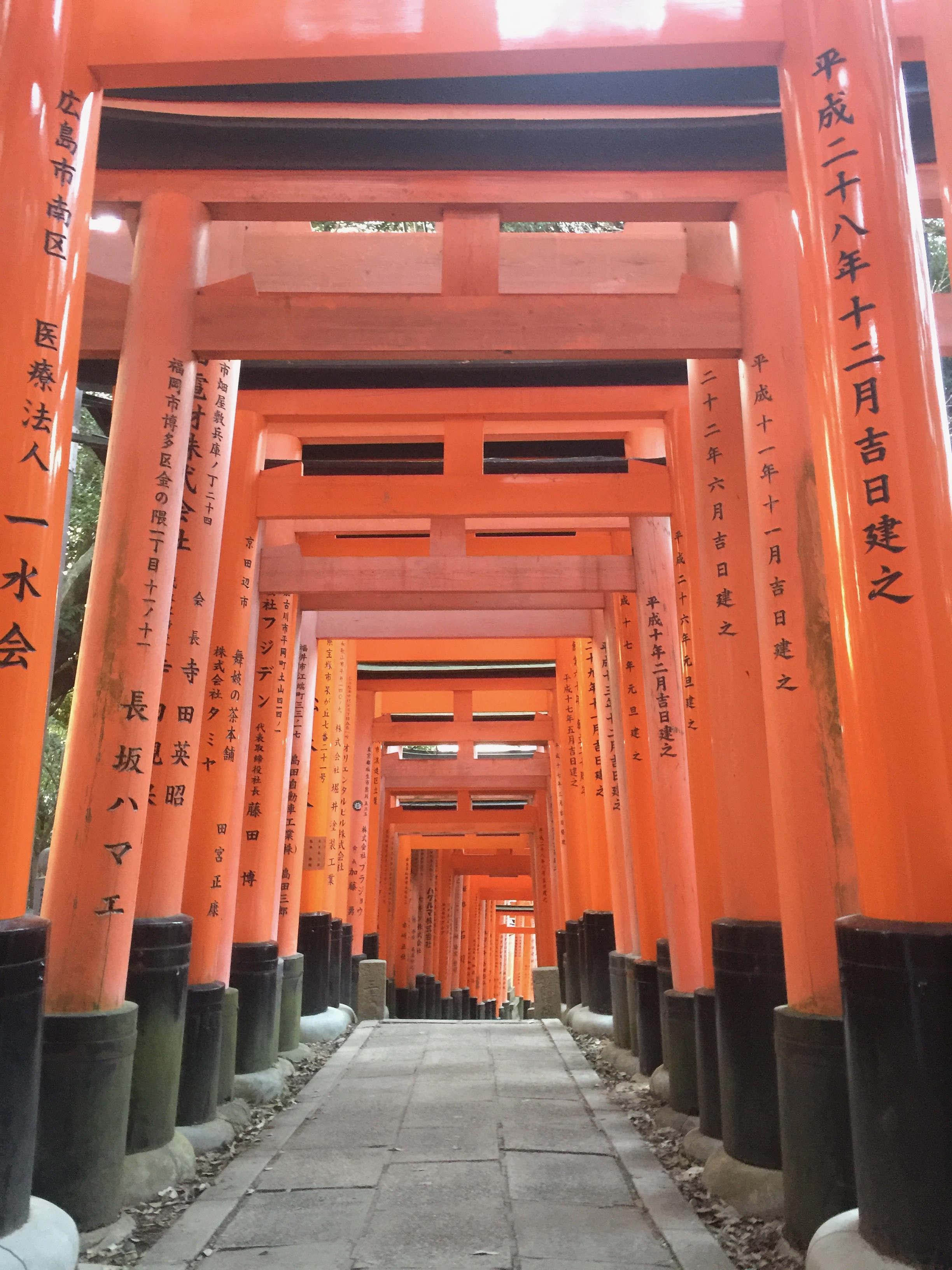
Fushimi-Ku, Kyoto, Japó

- Es tracta d'un art auster.
- Jardí japonès
- Ukiyoe
- Cinema del Japó